# Get Together 〜LIVE IN TOKYO〜
『Get Together 〜LIVE IN TOKYO〜』（ゲット・トゥゲザー　ライヴ・イン・トウキョウ）は、矢野顕子×上原ひろみのライブ・アルバム。2011年11月23日発売。レコードレーベルはテラーク。発売元はユニバーサルミュージック。

## 概要
2011年9月9日、昭和女子大学人見記念講堂（東京都世田谷区）において行われた矢野・上原のライブを収録したアルバム。矢野はボーカルとピアノ、上原はピアノを担当。ピアノはヤマハのコンサート・グランド・ピアノ最上位機種「CFX」を2台使用。

## 背景
矢野と上原の初共演は2004年NHKの音楽番組「夢・音楽館」における「おぼろ月夜」の演奏にさかのぼる。2006年、矢野のセルフカバー・アルバム『はじめてのやのあきこ』において「そこのアイロンに告ぐ」が二人の共演で収録され、2009年の上原のアルバム『プレイス・トゥ・ビー』において、矢野が日本盤ボーナス・トラックの「グリーン・ティー・ファーム」のゲスト・ボーカルに招かれる（矢野は2010年のアルバム『音楽堂』で、同曲をソロのピアノ弾き語りでカバー）。ライブでも二人は2006年の昭和女子大学人見記念講堂、2009年のNorth Sea Jazz Festival（オランダ・ロッテルダム）、同年の東京JAZZでの共演を経て、今回の収録に結び付けている。

## 収録曲
1. CHILDREN IN THE SUMMER
  - 作詞：糸井重里 作曲：矢野顕子 編曲：上原ひろみ
  - 矢野から見てセルフカバーにあたる。
  - 原曲は『LOVE IS HERE』(1993年)に収録。
2. あんたがたアフロ
  - 「あんたがたどこさ」：わらべうた
  - 「AFRO BLUE」：作曲:Mongo Santamaria
  - 矢野がかねてから歌っていた「あんたがたどこさ」（『長月 神無月』(1976年)などに収録）に、Mongo Santamaria作によるジャズのスタンダード・ナンバー「AFRO BLUE」をからめた演奏。
3. ケープコッド・チップス -LIVE IN TOKYO-
  - 作詞：矢野顕子　作曲・編曲：上原ひろみ
  - 上原の曲に、矢野が新たに詞を付けた。
  - 「en:Cape Cod Potato Chips」はアメリカ合衆国で販売されているポテト・チップスのブランドである。
4. リーン・オン・ミー
  - 作詞・作曲：Bill Withers、編曲：上原ひろみ
  - Bill Withersの曲のカバー。
5. 学べよ
  - 作詞・作曲：矢野顕子
  - 矢野がライブで公開していた曲のアルバム初収録。
  - 先行したマーク・リボーらとの演奏はアルバム『荒野の呼び声 -東京録音-』（2012年）に収録。
  - フリー・ジャズの奏法であるパーカッシブ奏法が取り入れられている。
6. 月と太陽
  - 作詞・作曲・編曲：上原ひろみ
  - 上原がInstrumental楽曲として演奏していた曲に、今回の録音のために詞をつけたもの。本曲の矢野はボーカルのみである。
7. りんご祭り
  - 「DON'T SIT UNDER THE APPLE TREE」（リンゴの木陰で）：作詞・作曲:Lew Brown, Sam H. Stept, Charles Tobias
  - 「リンゴの唄」：作詞:サトウハチロー、作曲:万城目正、編曲:上原ひろみ
  - Glenn Millerの演奏で知られるスタンダード・ナンバー「リンゴの木陰で」に、日本の昭和歌謡「リンゴの唄」をからめた演奏。
8. ラーメンたべたい
  - 作詞・作曲：矢野顕子、編曲：上原ひろみ
  - 矢野から見てセルフカバーにあたる。
  - 原曲は『オーエス オーエス』（1984年）に収録。
  - 冒頭にはMiles Davisの曲、「So What」のモチーフが用いられる。
  - 初回限定盤には、この演奏の映像を収めたDVDが付属した。